# Великодворское сельское поселение
Муниципальное образование «Великодво́рское» — сельское поселение в восточной части Тотемского муниципального района Вологодской области.
Административный центр — деревня Великий Двор. Расстояние до районного центра — города Тотьма — 47 км.
Образовано в соответствии с законом Вологодской области от 6 декабря 2004 года № 1124-ОЗ
«Об установлении границ Тотемского муниципального района, границах и статусе муниципальных образований, входящих в его состав».
В состав сельского поселения вошли Великодворский сельсовет, деревня Любавчиха и посёлок Чуриловка Усть-Печенгского сельсовета (остальные 6 деревень этого сельсовета вошли в Калининское сельское поселение.

## География
Граничит:
- на севере с Пятовским сельским поселением
- на востоке с Бабушкинским муниципальным районом
- на юге с Толшменским сельским поселением
- на западе с Калининским сельским поселением (граница проходит по реке Сухона).

По территории протекают реки Печеньга, Дороватица, Михалица.Печеньжица(приток Сухоны).

## Экономика
- сельскохозяйственное предприятие — колхоз «Великодворье».
- ООО «Леспром».

## Власть
Действующая система органов местного самоуправления района учреждена Уставом Тотемского муниципального района Вологодской области, принятым решением № 101 Тотемского районного муниципального Собрания 19 июля 2005 года.
Местное самоуправление в поселении осуществляется на основании Устава, который был утверждён решением совета депутатов Великодворского сельского поселения Тотемского муниципального района Вологодской области от 8 августа 2005 года.
Глава муниципального образования Слободина Нина Васильевна, избрана 5 июня 2005 года (количество голосов «за» — 80,37 %), она же является также председателем представительного органа. Количество депутатов в представительном органе — 7.
Администрация поселения расположена по адресу: 161323 Вологодская область,
Тотемский район, д. Великий Двор, дом 46

## Населённые пункты
В 1999 году был утверждён список населённых пунктов Вологодской области. До 1 марта 2010 года состав Великодворского сельсовета и Великодворского сельского поселения не изменялся.
В состав сельского поселения входят 9 населённых пунктов, в том числе
8 деревень,
1 посёлок.
| Населённый пункт     | ОКАТО          | Рег. номер | Расстояние до районного центра, км | Расстояние до центра поселения, км | Индекс | Координаты                      |
| -------------------- | -------------- | ---------- | ---------------------------------- | ---------------------------------- | ------ | ------------------------------- |
| деревня Великий Двор | 19 246 804 001 | 6106       | 47                                 | 0                                  | 161323 | 59°40′40″ с. ш. 42°45′15″ в. д. |
| деревня Внуково      | 19 246 804 002 | 6108       | 49                                 | 2                                  | 161323 | 59°40′01″ с. ш. 42°44′45″ в. д. |
| деревня Воронино     | 19 246 804 003 | 6107       | 48,5                               | 1,5                                | 161323 | 59°40′23″ с. ш. 42°45′01″ в. д. |
| деревня Давыдиха     | 19 246 804 004 | 6109       | 49                                 | 2                                  | 161323 | 59°40′18″ с. ш. 42°43′54″ в. д. |
| деревня Княжиха      | 19 246 804 005 | 6110       | 48                                 | 1                                  | 161323 |                                 |
| деревня Любавчиха    | 19 246 860 003 | 6328       | 34                                 |                                    | 161322 | 59°47′12″ с. ш. 42°38′10″ в. д. |
| деревня Нефедиха     | 19 246 804 006 | 6111       | 46                                 | 5                                  | 161323 | 59°42′40″ с. ш. 42°42′18″ в. д. |
| деревня Подлипное    | 19 246 804 007 | 6112       | 48,5                               | 1,5                                | 161323 | 59°41′08″ с. ш. 42°45′01″ в. д. |
| посёлок Чуриловка    | 19 246 860 008 | 6333       | 28                                 |                                    | 161322 | 59°50′03″ с. ш. 42°40′23″ в. д. |

## Известные уроженцы
- Зайцев, Михаил Иванович (1901—1944) — советский военачальник, полковник.